# Puchar Kontynentalny w skokach narciarskich 2015/2016
Puchar Kontynentalny w skokach narciarskich 2015/2016 – 25. edycja Pucharu Kontynentalnego. Rozpoczęła się 11 grudnia 2015 na skoczni Renabakkene w norweskiej Renie, a zakończyła się 13 marca 2016 na rosyjskim obiekcie Snieżynka w Czajkowskim. Rozegrano 27 konkursów na skoczniach w dziesięciu krajach.
Tytułu wywalczonego w sezonie 2014/2015 bronił Słoweniec Anže Semenič, który wyprzedził wtedy o 263 punkty Norwega Kennetha Gangnesa oraz swojego rodaka Mirana Zupančiča.
Konkurs w Renie 12 grudnia 2015 ze względu na niesprzyjające warunki atmosferyczne przeniesiono ze skoczni dużej na normalną. Pierwszy konkurs w Willingen został przeniesiony z 16 na 17 stycznia 2016.
Drugi konkurs w Brotterode z dnia 28 lutego został odwołany z powodu zbyt silnego wiatru.
W klasyfikacji generalnej najlepszy okazał się reprezentujący Norwegię Tom Hilde, który o 13 punktów wyprzedził Austriaka Clemensa Aignera i o 64 punkty Niemca Karla Geigera.

## Kalendarz zawodów
| Lp.                                                                          | Data                                                                         | Miejscowość                                                                  | HS                                                                           | Uwagi                                                                        | 1. miejsce          | 2. miejsce            | 3. miejsce            |
| ---------------------------------------------------------------------------- | ---------------------------------------------------------------------------- | ---------------------------------------------------------------------------- | ---------------------------------------------------------------------------- | ---------------------------------------------------------------------------- | ------------------- | --------------------- | --------------------- |
| 1.                                                                           | 11 grudnia 2015                                                              | Rena                                                                         | HS-111                                                                       | –                                                                            | Andrzej Stękała     | Halvor Egner Granerud | Tilen Bartol          |
| 2.                                                                           | 12 grudnia 2015                                                              | Rena                                                                         | HS-111                                                                       | [ a ]                                                                        | Tilen Bartol        | Halvor Egner Granerud | Fredrik Bjerkeengen   |
| 3.                                                                           | 13 grudnia 2015                                                              | Rena                                                                         | HS-139                                                                       | –                                                                            | Tilen Bartol        | Andrzej Stękała       | Karl Geiger           |
| 4.                                                                           | 19 grudnia 2015                                                              | Rovaniemi                                                                    | HS-100                                                                       | –                                                                            | Karl Geiger         | Fredrik Bjerkeengen   | Halvor Egner Granerud |
| 5.                                                                           | 20 grudnia 2015                                                              | Rovaniemi                                                                    | HS-100                                                                       | –                                                                            | David Siegel        | Karl Geiger           | Tilen Bartol          |
| 6.                                                                           | 27 grudnia 2015                                                              | Engelberg                                                                    | HS-137                                                                       | –                                                                            | Clemens Aigner      | Dawid Kubacki         | Markus Schiffner      |
| 7.                                                                           | 28 grudnia 2015                                                              | Engelberg                                                                    | HS-137                                                                       | –                                                                            | Tom Hilde           | Clemens Aigner        | Andrzej Stękała       |
| 8.                                                                           | 9 stycznia 2016                                                              | Garmisch-Partenkirchen                                                       | HS-140                                                                       | –                                                                            | David Siegel        | Thomas Hofer          | Tom Hilde             |
| 9.                                                                           | 10 stycznia 2016                                                             | Garmisch-Partenkirchen                                                       | HS-140                                                                       | –                                                                            | Thomas Hofer        | Dawid Kubacki         | Tomáš Vančura         |
| 10.                                                                          | 17 stycznia 2016                                                             | Willingen                                                                    | HS-145                                                                       | [ b ]                                                                        | Florian Altenburger | David Siegel          | Tom Hilde             |
| 11.                                                                          | 17 stycznia 2016                                                             | Willingen                                                                    | HS-145                                                                       | [ c ]                                                                        | Thomas Hofer        | David Siegel          | Pius Paschke          |
| 12.                                                                          | 22 stycznia 2016                                                             | Sapporo                                                                      | HS-100                                                                       | –                                                                            | Tomáš Vančura       | Markus Schiffner      | Jaka Hvala            |
| 13.                                                                          | 23 stycznia 2016                                                             | Sapporo                                                                      | HS-134                                                                       | –                                                                            | Tom Hilde           | Jaka Hvala            | Lukáš Hlava           |
| 14.                                                                          | 24 stycznia 2016                                                             | Sapporo                                                                      | HS-134                                                                       | –                                                                            | Jaka Hvala          | Karl Geiger           | Bor Pavlovčič         |
| 15.                                                                          | 30 stycznia 2016                                                             | Bischofshofen                                                                | HS-140                                                                       | –                                                                            | Karl Geiger         | Tom Hilde             | Thomas Hofer          |
| 16.                                                                          | 31 stycznia 2016                                                             | Bischofshofen                                                                | HS-140                                                                       | [ c ]                                                                        | Markus Eisenbichler | Alex Insam            | Piotr Żyła            |
| 17.                                                                          | 6 lutego 2016                                                                | Planica                                                                      | HS-139                                                                       | –                                                                            | Philipp Aschenwald  | Anže Semenič          | Tomaž Naglič          |
| 18.                                                                          | 7 lutego 2016                                                                | Planica                                                                      | HS-139                                                                       | –                                                                            | Philipp Aschenwald  | Markus Eisenbichler   | Clemens Aigner        |
| 19.                                                                          | 13 lutego 2016                                                               | Zakopane                                                                     | HS-134                                                                       | –                                                                            | Ulrich Wohlgenannt  | Philipp Aschenwald    | Clemens Aigner        |
| 20.                                                                          | 14 lutego 2016                                                               | Zakopane                                                                     | HS-134                                                                       | –                                                                            | Ulrich Wohlgenannt  | Thomas Diethart       | Jan Ziobro            |
| 21.                                                                          | 20 lutego 2016                                                               | Iron Mountain                                                                | HS-133                                                                       | –                                                                            | Michael Glasder     | Bartłomiej Kłusek     | Ernest Prišlič        |
| 22.                                                                          | 21 lutego 2016                                                               | Iron Mountain                                                                | HS-133                                                                       | –                                                                            | Florian Altenburger | Elias Tollinger       | Clemens Aigner        |
| 23.                                                                          | 27 lutego 2016                                                               | Brotterode                                                                   | HS-117                                                                       | –                                                                            | Bartłomiej Kłusek   | Daniel Huber          | Tim Heinrich          |
| —                                                                            | 28 lutego 2016                                                               | Brotterode                                                                   | HS-117                                                                       | [ d ]                                                                        | odwołany            | odwołany              | odwołany              |
| 24.                                                                          | 4 marca 2016                                                                 | Vikersund                                                                    | HS-117                                                                       | –                                                                            | Rok Justin          | Tom Hilde             | Halvor Egner Granerud |
| 25.                                                                          | 5 marca 2016                                                                 | Vikersund                                                                    | HS-117                                                                       | –                                                                            | David Siegel        | Tom Hilde             | Halvor Egner Granerud |
| 26.                                                                          | 12 marca 2016                                                                | Czajkowskij                                                                  | HS-140                                                                       | –                                                                            | Markus Eisenbichler | Karl Geiger           | Cene Prevc            |
| 27.                                                                          | 13 marca 2016                                                                | Czajkowskij                                                                  | HS-140                                                                       | –                                                                            | Karl Geiger         | Markus Schiffner      | Martin Hamann         |
| Puchar Kontynentalny w skokach narciarskich 2015/2016 – klasyfikacja końcowa | Puchar Kontynentalny w skokach narciarskich 2015/2016 – klasyfikacja końcowa | Puchar Kontynentalny w skokach narciarskich 2015/2016 – klasyfikacja końcowa | Puchar Kontynentalny w skokach narciarskich 2015/2016 – klasyfikacja końcowa | Puchar Kontynentalny w skokach narciarskich 2015/2016 – klasyfikacja końcowa | Tom Hilde           | Clemens Aigner        | Karl Geiger           |

## Statystyki indywidualne
| Austria |     |     |     |     |     |     |     |     |    |     |     |     |     |    |    |    |     |     |    |     |     |    |     |    |    |    |    |
| Clemens Aigner | 32  | 22  | 42  | 4   | 19  | 1   | 2   | 8   | 27 | 27  | 29  | 12  | 15  | 4  | –  | –  | 8   | 3   | 3  | 6   | 11  | 3  | 4   | 14 | 6  | 17 | 10 |
| Florian Altenburger | 24  | 11  | 9   | 18  | 10  | 32  | 6   | 13  | 24 | 1   | 47  | 18  | 9   | 14 | 14 | 42 | –   | –   | 20 | 5   | 13  | 1  | 27  | –  | –  | –  | –  |
| Philipp Aschenwald | 20  | 18  | 14  | 19  | 39  | dsq | 10  | –   | –  | –   | –   | –   | –   | –  | –  | –  | 1   | 1   | 2  | 15  | –   | –  | –   | –  | –  | –  | –  |
| Thomas Diethart | 27  | 24  | 31  | 12  | 21  | –   | –   | –   | –  | –   | –   | –   | –   | –  | 15 | 15 | 17  | 17  | 30 | 2   | 18  | 12 | dns | –  | –  | –  | –  |
| Simon Greiderer | –   | –   | –   | –   | –   | –   | –   | –   | –  | –   | –   | –   | –   | –  | 19 | 25 | –   | –   | –  | –   | –   | –  | –   | –  | –  | –  | –  |
| Alexander Hayböck | –   | –   | –   | –   | –   | –   | –   | –   | –  | –   | –   | –   | –   | –  | 45 | 49 | –   | –   | –  | –   | –   | –  | –   | –  | –  | –  | –  |
| Thomas Hofer | –   | –   | –   | –   | –   | –   | –   | 2   | 1  | 6   | 1   | –   | –   | –  | 3  | 9  | 7   | 9   | –  | –   | –   | –  | –   | 6  | 7  | –  | –  |
| Daniel Huber | –   | –   | –   | –   | –   | –   | –   | –   | –  | –   | –   | 15  | 4   | 16 | –  | –  | 45  | 55  | –  | –   | 37  | 22 | 2   | 42 | 36 | 41 | 21 |
| Stefan Huber | 37  | 41  | 19  | 33  | 41  | –   | –   | –   | –  | –   | –   | 9   | 17  | 32 | 38 | 35 | –   | –   | –  | –   | 22  | 24 | –   | –  | –  | –  | –  |
| Andreas Kofler | –   | –   | –   | –   | –   | 7   | 13  | 18  | 11 | 12  | 4   | –   | –   | –  | –  | –  | –   | –   | –  | –   | –   | –  | –   | –  | –  | –  | –  |
| Thomas Lackner | –   | –   | –   | –   | –   | –   | –   | –   | –  | –   | –   | –   | –   | –  | 47 | 33 | –   | –   | –  | –   | –   | –  | –   | –  | –  | –  | –  |
| Clemens Leitner | –   | –   | –   | –   | –   | –   | –   | –   | –  | –   | –   | –   | –   | –  | 22 | 12 | –   | –   | –  | –   | –   | –  | –   | –  | –  | 23 | 29 |
| Janni Reisenauer | –   | –   | –   | –   | –   | –   | –   | –   | –  | –   | –   | –   | –   | –  | 15 | 28 | –   | –   | –  | –   | –   | –  | –   | 12 | 19 | 32 | 16 |
| Lucas Schaffer | –   | –   | –   | –   | –   | –   | –   | –   | –  | –   | –   | –   | –   | –  | 57 | 53 | –   | –   | –  | –   | –   | –  | –   | –  | –  | –  | –  |
| Markus Schiffner | –   | –   | –   | –   | –   | 3   | 14  | 33  | 7  | 9   | 13  | 2   | 33  | 13 | –  | –  | –   | –   | 12 | 8   | –   | –  | 37  | 9  | 12 | 7  | 2  |
| Maximilian Steiner | –   | –   | –   | –   | –   | –   | –   | –   | –  | –   | –   | –   | –   | –  | 41 | 37 | –   | –   | –  | –   | –   | –  | –   | 32 | 43 | –  | –  |
| Elias Tollinger | 34  | 17  | 20  | 8   | 37  | 9   | 7   | 16  | 19 | 10  | 21  | 10  | 6   | 6  | –  | –  | 18  | 16  | 10 | 17  | 30  | 2  | 13  | 19 | 18 | 13 | 11 |
| Ulrich Wohlgenannt | –   | –   | –   | –   | –   | –   | –   | –   | –  | –   | –   | –   | –   | –  | 13 | 7  | 14  | 14  | 1  | 1   | 17  | 14 | 21  | –  | –  | –  | –  |
| Bułgaria |     |     |     |     |     |     |     |     |    |     |     |     |     |    |    |    |     |     |    |     |     |    |     |    |    |    |    |
| Władimir Zografski | 38  | 21  | 25  | –   | –   | –   | –   | –   | –  | –   | –   | –   | –   | –  | –  | –  | –   | –   | –  | –   | –   | –  | –   | –  | –  | –  | –  |
| Czechy |     |     |     |     |     |     |     |     |    |     |     |     |     |    |    |    |     |     |    |     |     |    |     |    |    |    |    |
| Lukáš Hlava | –   | –   | –   | –   | –   | –   | –   | –   | –  | –   | –   | 48  | 3   | 12 | –  | –  | 26  | 11  | 5  | 9   | –   | –  | –   | –  | –  | –  | –  |
| František Holík | –   | –   | –   | 21  | dsq | –   | –   | –   | –  | –   | –   | –   | –   | –  | –  | –  | –   | –   | –  | –   | –   | –  | –   | –  | –  | –  | –  |
| Čestmír Kožíšek | 12  | 32  | 24  | 26  | 20  | dsq | 38  | 14  | 4  | 15  | 8   | –   | –   | –  | 12 | 30 | –   | –   | –  | –   | –   | –  | 7   | 16 | 17 | –  | –  |
| Jan Michálek | –   | –   | –   | –   | –   | –   | –   | –   | –  | –   | –   | –   | –   | –  | –  | –  | –   | –   | –  | –   | –   | –  | 35  | –  | –  | –  | –  |
| Viktor Polášek | –   | –   | –   | –   | –   | –   | –   | –   | –  | 33  | 27  | –   | –   | –  | 25 | 18 | 24  | 30  | 28 | 37  | –   | –  | –   | 13 | 8  | –  | –  |
| Filip Sakala | –   | –   | –   | –   | –   | –   | –   | –   | –  | –   | –   | –   | –   | –  | 46 | 38 | –   | –   | –  | –   | –   | –  | –   | –  | –  | –  | –  |
| Vojtěch Štursa | 23  | 51  | 26  | –   | –   | 13  | 12  | 24  | 43 | 8   | 20  | 14  | 21  | 18 | –  | –  | 39  | 32  | 35 | 31  | –   | –  | 14  | 31 | 32 | 33 | 24 |
| Tomáš Vančura | 13  | 12  | 11  | 17  | 22  | 12  | 15  | 9   | 3  | –   | –   | 1   | 8   | 5  | –  | –  | –   | –   | –  | –   | –   | –  | –   | 4  | 4  | 16 | 6  |
| Estonia |     |     |     |     |     |     |     |     |    |     |     |     |     |    |    |    |     |     |    |     |     |    |     |    |    |    |    |
| Siim-Tanel Sammelselg | –   | –   | –   | dns | dns | –   | –   | –   | –  | –   | –   | –   | –   | –  | –  | –  | –   | –   | –  | –   | –   | –  | –   | –  | –  | –  | –  |
| Finlandia |     |     |     |     |     |     |     |     |    |     |     |     |     |    |    |    |     |     |    |     |     |    |     |    |    |    |    |
| Antti Aalto | –   | –   | –   | 36  | 30  | –   | –   | –   | –  | –   | –   | 36  | 25  | 21 | –  | –  | –   | –   | –  | –   | –   | –  | –   | 56 | 45 | –  | –  |
| Andreas Alamommo | –   | –   | –   | 22  | 27  | 31  | 24  | 46  | 46 | 37  | 34  | –   | –   | –  | –  | –  | –   | –   | –  | –   | –   | –  | –   | –  | –  | –  | –  |
| Anselmi Ilola | –   | –   | –   | 31  | 43  | –   | –   | –   | –  | –   | –   | 51  | dsq | 44 | –  | –  | –   | –   | –  | –   | –   | –  | –   | –  | –  | –  | –  |
| Janne Korhonen | –   | –   | –   | 40  | 47  | –   | –   | –   | –  | –   | –   | –   | –   | –  | –  | –  | 63  | 61  | –  | –   | –   | –  | –   | –  | –  | –  | –  |
| Niko Kytösaho | –   | –   | –   | 33  | 13  | dsq | 42  | 58  | 54 | 24  | 26  | –   | –   | –  | –  | –  | –   | –   | –  | –   | –   | –  | –   | –  | –  | –  | –  |
| Jarkko Määttä | –   | –   | –   | 39  | 40  | –   | –   | –   | –  | –   | –   | –   | –   | –  | –  | –  | –   | –   | –  | –   | –   | –  | –   | –  | –  | –  | –  |
| Eetu Nousiainen | 52  | 62  | 57  | –   | –   | –   | –   | 48  | 38 | dsq | 16  | –   | –   | –  | –  | –  | 43  | 41  | –  | –   | –   | –  | –   | –  | –  | –  | –  |
| Juho Ojala | –   | –   | –   | 30  | 35  | –   | –   | –   | –  | –   | –   | 35  | 30  | 43 | –  | –  | –   | –   | –  | –   | –   | –  | –   | 44 | 58 | –  | –  |
| Frans Tähkävuori | 58  | 51  | 61  | 40  | 42  | –   | –   | –   | –  | –   | –   | –   | –   | –  | –  | –  | 52  | 49  | –  | –   | –   | –  | –   | 45 | 50 | 28 | 28 |
| Riku Tähkävuori | –   | –   | –   | –   | –   | –   | –   | –   | –  | –   | –   | –   | –   | –  | –  | –  | –   | –   | –  | –   | –   | –  | –   | –  | –  | 39 | 38 |
| Ossi-Pekka Valta | 48  | 47  | 44  | 35  | 31  | 38  | 49  | –   | –  | –   | –   | –   | –   | –  | –  | –  | –   | –   | –  | –   | –   | –  | –   | –  | –  | 25 | 41 |
| Francja |     |     |     |     |     |     |     |     |    |     |     |     |     |    |    |    |     |     |    |     |     |    |     |    |    |    |    |
| Paul Brasme | 40  | 26  | 51  | –   | –   | 29  | 44  | 31  | 39 | –   | –   | –   | –   | –  | 26 | 27 | 31  | 43  | –  | –   | –   | –  | 28  | 20 | 25 | –  | –  |
| Mathis Contamine | –   | –   | –   | –   | –   | dsq | dsq | –   | –  | –   | –   | –   | –   | –  | –  | –  | –   | –   | –  | –   | –   | –  | –   | 54 | 53 | –  | –  |
| Jonathan Learoyd | –   | –   | –   | –   | –   | 11  | 26  | 66  | 65 | –   | –   | –   | –   | –  | –  | –  | –   | –   | –  | –   | –   | –  | dns | –  | –  | –  | –  |
| Noëlig Revilliod Blanchard | 61  | 63  | 50  | –   | –   | –   | –   | –   | –  | –   | –   | –   | –   | –  | 50 | 51 | 59  | 58  | –  | –   | –   | –  | –   | 36 | 41 | –  | –  |
| Thomas Roch Dupland | 42  | 61  | 41  | –   | –   | –   | –   | 50  | 55 | –   | –   | –   | –   | –  | 40 | 31 | 58  | 57  | –  | –   | –   | –  | 33  | –  | –  | –  | –  |
| Holandia |     |     |     |     |     |     |     |     |    |     |     |     |     |    |    |    |     |     |    |     |     |    |     |    |    |    |    |
| Lars Antonissen | 68  | 70  | 59  | –   | –   | 47  | 52  | –   | –  | –   | –   | –   | –   | –  | –  | –  | 61  | 60  | 62 | 61  | 28  | 34 | 43  | 57 | 56 | –  | –  |
| Japonia |     |     |     |     |     |     |     |     |    |     |     |     |     |    |    |    |     |     |    |     |     |    |     |    |    |    |    |
| Shōtarō Hosoda | –   | –   | –   | –   | –   | –   | –   | –   | –  | –   | –   | 23  | 31  | 23 | –  | –  | –   | –   | –  | –   | –   | –  | –   | –  | –  | –  | –  |
| Masamitsu Itō | –   | –   | –   | –   | –   | –   | –   | –   | –  | –   | –   | 6   | 32  | 45 | –  | –  | –   | –   | –  | –   | –   | –  | –   | 47 | 32 | –  | –  |
| Yūken Iwasa | –   | –   | –   | –   | –   | –   | –   | –   | –  | –   | –   | 32  | 39  | –  | –  | –  | –   | –   | –  | –   | –   | –  | –   | 27 | 26 | –  | –  |
| Minato Mabuchi | –   | –   | –   | –   | –   | –   | –   | –   | –  | –   | –   | 33  | 44  | –  | –  | –  | –   | –   | –  | –   | –   | –  | –   | –  | –  | –  | –  |
| Naoki Nakamura | –   | –   | –   | –   | –   | –   | –   | –   | –  | –   | –   | 24  | 26  | 24 | –  | –  | –   | –   | –  | –   | –   | –  | –   | 33 | 9  | –  | –  |
| Shōta Saitō | –   | –   | –   | –   | –   | –   | –   | –   | –  | –   | –   | 29  | 34  | –  | –  | –  | –   | –   | –  | –   | –   | –  | –   | –  | –  | –  | –  |
| Yukiya Satō | –   | –   | –   | –   | –   | –   | –   | –   | –  | –   | –   | 34  | 36  | –  | –  | –  | –   | –   | –  | –   | –   | –  | –   | –  | –  | –  | –  |
| Shō Suzuki | –   | –   | –   | –   | –   | –   | –   | –   | –  | –   | –   | 25  | 49  | –  | –  | –  | –   | –   | –  | –   | –   | –  | –   | –  | –  | –  | –  |
| Hiroaki Watanabe | –   | –   | –   | –   | –   | –   | –   | –   | –  | –   | –   | 49  | 47  | –  | –  | –  | –   | –   | –  | –   | –   | –  | –   | –  | –  | –  | –  |
| Kanada |     |     |     |     |     |     |     |     |    |     |     |     |     |    |    |    |     |     |    |     |     |    |     |    |    |    |    |
| Mackenzie Boyd-Clowes | 5   | 4   | 5   | –   | –   | –   | –   | –   | –  | –   | –   | –   | –   | –  | –  | –  | –   | –   | –  | –   | –   | –  | –   | –  | –  | –  | –  |
| Dusty Korek | –   | –   | –   | –   | –   | –   | –   | 63  | 68 | 38  | 45  | 39  | 46  | 37 | –  | –  | –   | –   | –  | –   | –   | –  | –   | –  | –  | –  | –  |
| Nigel Lauchlan | –   | –   | –   | –   | –   | –   | –   | –   | 73 | –   | –   | –   | –   | –  | 58 | 58 | –   | –   | –  | –   | –   | –  | –   | –  | –  | –  | –  |
| Joshua Maurer | –   | –   | –   | –   | –   | –   | –   | 71  | 67 | 43  | 44  | –   | –   | –  | 52 | 52 | –   | –   | 61 | 58  | –   | –  | 39  | –  | –  | –  | –  |
| Rogan Reid | –   | –   | –   | –   | –   | –   | –   | –   | –  | –   | –   | –   | –   | –  | –  | –  | –   | –   | –  | –   | 39  | 42 | –   | –  | –  | –  | –  |
| Matthew Soukup | –   | –   | –   | –   | –   | –   | –   | dns | –  | –   | –   | –   | –   | –  | –  | –  | –   | –   | –  | –   | –   | –  | –   | –  | –  | –  | –  |
| Kazachstan |     |     |     |     |     |     |     |     |    |     |     |     |     |    |    |    |     |     |    |     |     |    |     |    |    |    |    |
| Sabirżan Muminow | –   | –   | –   | –   | –   | dsq | 51  | 37  | 30 | –   | –   | –   | –   | –  | –  | –  | 50  | 52  | 46 | 54  | –   | –  | –   | –  | –  | 26 | 40 |
| Konstantin Sokolenko | –   | –   | –   | –   | –   | –   | –   | –   | –  | –   | –   | –   | –   | –  | –  | –  | 62  | 63  | 59 | 55  | –   | –  | –   | –  | –  | 40 | 34 |
| Siergiej Tkaczenko | 66  | 66  | 62  | 47  | 49  | –   | –   | –   | –  | –   | –   | –   | –   | –  | –  | –  | –   | –   | –  | –   | –   | –  | –   | –  | –  | –  | –  |
| Marat Żaparow | 57  | 71  | 47  | 37  | 44  | –   | –   | –   | –  | –   | –   | –   | –   | –  | –  | –  | –   | –   | –  | –   | –   | –  | –   | –  | –  | –  | –  |
| Korea Południowa |     |     |     |     |     |     |     |     |    |     |     |     |     |    |    |    |     |     |    |     |     |    |     |    |    |    |    |
| Choi Heung-chul | 59  | 53  | 55  | –   | –   | –   | –   | 56  | 44 | –   | –   | –   | –   | –  | –  | –  | –   | –   | –  | –   | –   | –  | 45  | –  | –  | –  | –  |
| Choi Seou | –   | 50  | 37  | –   | –   | –   | –   | 55  | 59 | 46  | 48  | –   | –   | –  | –  | –  | –   | –   | 33 | 24  | –   | –  | 23  | –  | –  | –  | –  |
| Kang Chil-ku | 65  | –   | –   | –   | –   | –   | –   | –   | –  | 39  | 46  | –   | –   | –  | –  | –  | –   | –   | 58 | 60  | –   | –  | 46  | 58 | 51 | –  | –  |
| Kim Hyun-ki | 36  | 54  | dsq | –   | –   | –   | –   | 49  | 70 | 44  | 36  | –   | –   | –  | –  | –  | –   | –   | –  | –   | –   | –  | –   | 41 | 40 | –  | –  |
| Niemcy |     |     |     |     |     |     |     |     |    |     |     |     |     |    |    |    |     |     |    |     |     |    |     |    |    |    |    |
| Sebastian Bradatsch | –   | –   | –   | –   | –   | 34  | 36  | 34  | 40 | –   | –   | –   | –   | –  | –  | –  | –   | –   | –  | –   | –   | –  | –   | –  | –  | –  | –  |
| Michael Dreher | –   | –   | –   | –   | –   | 24  | 37  | –   | –  | –   | –   | –   | –   | –  | –  | –  | –   | –   | –  | –   | –   | –  | –   | –  | –  | –  | –  |
| Markus Eisenbichler | 8   | 7   | 27  | dsq | 22  | –   | –   | 44  | 58 | –   | –   | 4   | 11  | 10 | 11 | 1  | 10  | 2   | –  | –   | –   | –  | –   | 22 | 5  | 1  | 8  |
| Tim Fuchs | 18  | 23  | 34  | 11  | 32  | –   | –   | 15  | 5  | 25  | 41  | 19  | 23  | 27 | –  | –  | 5   | 12  | 13 | 23  | –   | –  | –   | –  | –  | –  | –  |
| Karl Geiger | 7   | 9   | 3   | 1   | 2   | –   | –   | –   | –  | 14  | 15  | 28  | 10  | 2  | 1  | 10 | –   | –   | –  | –   | –   | –  | –   | –  | –  | 2  | 1  |
| Martin Hamann | –   | –   | –   | –   | –   | 19  | 29  | 7   | 9  | 31  | 12  | 7   | 5   | 22 | 21 | 19 | –   | –   | 15 | 36  | –   | –  | –   | 38 | 14 | 6  | 3  |
| Julian Hahn | –   | –   | –   | –   | –   | –   | –   | –   | –  | –   | –   | –   | –   | –  | –  | –  | –   | –   | –  | –   | 29  | 32 | 44  | –  | –  | –  | –  |
| Tim Heinrich | –   | –   | –   | –   | –   | –   | –   | –   | –  | –   | –   | –   | –   | –  | –  | –  | –   | –   | –  | –   | –   | –  | 3   | –  | –  | –  | –  |
| Felix Hoffmann | –   | –   | –   | –   | –   | –   | –   | 47  | 37 | –   | –   | –   | –   | –  | –  | –  | –   | –   | –  | –   | –   | –  | 42  | –  | –  | –  | –  |
| Marinus Kraus | –   | –   | –   | –   | –   | –   | –   | 12  | 48 | –   | –   | 12  | 14  | 30 | –  | –  | 27  | 45  | 25 | 48  | 35  | 21 | –   | 8  | 21 | 11 | 7  |
| Michael Neumayer | 14  | 10  | 10  | 16  | 7   | –   | –   | –   | –  | 32  | 11  | –   | –   | –  | –  | –  | 35  | 24  | 22 | 14  | 14  | 4  | –   | –  | –  | –  | –  |
| Pius Paschke | 9   | 8   | 4   | 24  | 6   | –   | –   | 11  | 25 | 13  | 3   | 29  | 16  | 9  | –  | –  | 16  | 20  | 44 | 34  | 21  | 10 | 7   | 17 | 20 | 12 | 32 |
| Danny Queck | –   | –   | –   | –   | –   | 18  | 17  | 25  | 29 | –   | –   | –   | –   | –  | –  | –  | –   | –   | 39 | 41  | 25  | 31 | –   | –  | –  | –  | –  |
| Johannes Schubert | –   | –   | –   | –   | –   | 26  | 27  | 39  | 35 | –   | –   | –   | –   | –  | –  | –  | –   | –   | –  | –   | –   | –  | 24  | –  | –  | –  | –  |
| Adrian Sell | –   | –   | –   | –   | –   | 6   | 31  | 19  | 17 | –   | –   | –   | –   | –  | 43 | 39 | –   | –   | –  | –   | –   | –  | –   | –  | –  | –  | –  |
| David Siegel | 10  | 29  | 18  | 8   | 1   | –   | –   | 1   | 10 | 2   | 2   | –   | –   | –  | –  | –  | –   | –   | –  | –   | –   | –  | –   | 37 | 1  | –  | –  |
| Jonathan Siegel | –   | –   | –   | –   | –   | 16  | 23  | 27  | 16 | –   | –   | –   | –   | –  | 20 | 21 | 19  | 34  | –  | –   | –   | –  | –   | –  | –  | –  | –  |
| Paul Winter | dsq | 14  | 29  | 25  | 14  | –   | –   | 21  | 61 | –   | –   | –   | –   | –  | 28 | 36 | –   | –   | –  | –   | 8   | 13 | 15  | 11 | 24 | 14 | 25 |
| Norwegia |     |     |     |     |     |     |     |     |    |     |     |     |     |    |    |    |     |     |    |     |     |    |     |    |    |    |    |
| Joakim Aune | 26  | 30  | –   | –   | –   | –   | –   | –   | –  | –   | –   | –   | –   | –  | –  | –  | –   | –   | 24 | 20  | –   | –  | 31  | –  | –  | –  | –  |
| Lars Brodshaug Berger | 64  | 69  | –   | –   | –   | –   | –   | –   | –  | –   | –   | –   | –   | –  | –  | –  | –   | –   | 52 | 46  | –   | –  | –   | –  | –  | –  | –  |
| Fredrik Bjerkeengen | 4   | 3   | 14  | 2   | 5   | 17  | 22  | 43  | 45 | –   | –   | –   | –   | –  | 8  | 24 | 36  | 18  | –  | –   | 9   | 20 | 34  | –  | –  | –  | –  |
| Joacim Ødegård Bjøreng | 31  | 43  | 35  | –   | –   | –   | –   | –   | –  | 17  | 6   | –   | –   | –  | 7  | 14 | 13  | 27  | –  | –   | 10  | 5  | 9   | 7  | 9  | –  | –  |
| Kenneth Henningsmo Fredheim | –   | –   | –   | –   | –   | –   | –   | –   | –  | –   | –   | –   | –   | –  | –  | –  | –   | –   | 60 | 53  | –   | –  | –   | –  | –  | –  | –  |
| Halvor Egner Granerud | 2   | 2   | 6   | 3   | 4   | –   | –   | –   | –  | 16  | 23  | 38  | 7   | 11 | –  | –  | 12  | 28  | –  | –   | –   | –  | –   | 3  | 3  | –  | –  |
| Tord-Markusen Hammer | 55  | 60  | –   | –   | –   | –   | –   | –   | –  | –   | –   | –   | –   | –  | –  | –  | –   | –   | –  | –   | –   | –  | –   | –  | –  | –  | –  |
| Richard Haukedal | 54  | 58  | –   | –   | –   | –   | –   | –   | –  | –   | –   | –   | –   | –  | –  | –  | –   | –   | –  | –   | –   | –  | –   | –  | –  | –  | –  |
| Tom Hilde | –   | –   | –   | –   | –   | dsq | 1   | 3   | 14 | 3   | 22  | 5   | 1   | 7  | 2  | 4  | –   | –   | –  | –   | –   | –  | –   | 2  | 2  | 4  | 4  |
| Robert Johansson | –   | –   | –   | –   | –   | –   | –   | –   | –  | 42  | 31  | –   | –   | –  | 48 | 26 | 54  | 48  | –  | –   | 4   | 7  | 11  | 15 | 9  | –  | –  |
| Marius Lindvik | 44  | 6   | 16  | –   | –   | 20  | 20  | 39  | 34 | –   | –   | –   | –   | –  | –  | –  | –   | –   | –  | –   | –   | –  | –   | 21 | 28 | –  | –  |
| Jesper Ødegaard | –   | –   | –   | –   | –   | –   | –   | –   | –  | –   | –   | –   | –   | –  | –  | –  | –   | –   | 48 | 43  | –   | –  | –   | –  | –  | –  | –  |
| Robin Pedersen | –   | –   | –   | 15  | 24  | 40  | 39  | –   | –  | –   | –   | –   | –   | –  | 39 | 44 | –   | –   | 50 | 50  | –   | –  | –   | –  | –  | –  | –  |
| Espen Røe | 11  | 5   | 13  | 14  | 12  | dsq | 25  | 23  | 15 | 7   | 10  | 10  | 12  | 8  | –  | –  | 25  | 29  | –  | –   | 12  | 6  | 19  | 23 | 34 | –  | –  |
| Phillip Sjøen | 22  | 20  | 12  | –   | –   | 45  | 50  | 20  | 36 | –   | –   | –   | –   | –  | –  | –  | –   | –   | –  | –   | –   | –  | –   | –  | –  | –  | –  |
| Sigurd Nymoen Søberg | dsq | 31  | –   | –   | –   | –   | –   | –   | –  | –   | –   | –   | –   | –  | –  | –  | –   | –   | –  | –   | –   | –  | –   | –  | –  | –  | –  |
| Jonas Gropen Søgård | 67  | 67  | –   | –   | –   | –   | –   | –   | –  | –   | –   | –   | –   | –  | –  | –  | –   | –   | –  | –   | –   | –  | –   | –  | –  | –  | –  |
| Are Sumstad | –   | –   | –   | –   | –   | –   | –   | –   | –  | –   | –   | –   | –   | –  | 54 | 55 | –   | –   | 53 | 52  | –   | –  | –   | –  | –  | –  | –  |
| Rune Velta | –   | –   | –   | –   | –   | 43  | 45  | 10  | 22 | 18  | 7   | 36  | 13  | 19 | –  | –  | 33  | 36  | –  | –   | 5   | 9  | 32  | –  | –  | –  | –  |
| Polska |     |     |     |     |     |     |     |     |    |     |     |     |     |    |    |    |     |     |    |     |     |    |     |    |    |    |    |
| Krzysztof Biegun | 41  | 41  | 46  | 46  | 36  | –   | –   | 45  | 41 | 23  | 19  | –   | –   | –  | 23 | 17 | dsq | 19  | 18 | 10  | dsq | 23 | 10  | –  | –  | 34 | 30 |
| Stanisław Biela | 45  | 56  | dsq | 42  | 25  | 27  | 34  | –   | –  | –   | –   | –   | –   | –  | –  | –  | –   | –   | –  | –   | –   | –  | –   | –  | –  | –  | –  |
| Tomasz Byrt | –   | –   | –   | –   | –   | –   | –   | –   | –  | –   | –   | –   | –   | –  | –  | –  | –   | –   | 32 | dsq | –   | –  | –   | –  | –  | –  | –  |
| Dawid Jarząbek | –   | –   | –   | –   | –   | –   | –   | –   | –  | –   | –   | 46  | 52  | 47 | –  | –  | –   | –   | –  | –   | –   | –  | –   | 48 | 47 | –  | –  |
| Przemysław Kantyka | –   | –   | –   | –   | –   | –   | –   | 38  | 26 | 20  | 25  | 22  | 22  | 20 | 18 | 20 | 49  | 40  | 26 | 12  | –   | –  | –   | –  | –  | –  | –  |
| Dominik Kastelik | –   | –   | –   | –   | –   | –   | –   | –   | –  | –   | –   | –   | –   | –  | –  | –  | –   | –   | –  | –   | –   | –  | –   | 46 | 48 | –  | –  |
| Bartłomiej Kłusek | 46  | 13  | 17  | 6   | 8   | 36  | 21  | 17  | 20 | –   | –   | –   | –   | –  | 5  | 6  | –   | –   | 6  | 6   | 2   | 8  | 1   | –  | –  | –  | –  |
| Jakub Kot | –   | –   | –   | –   | –   | –   | –   | –   | –  | –   | –   | –   | –   | –  | –  | –  | –   | –   | –  | –   | –   | –  | –   | –  | –  | 38 | 37 |
| Dawid Kubacki | –   | –   | –   | –   | –   | 2   | 4   | 5   | 2  | –   | –   | –   | –   | –  | –  | –  | –   | –   | –  | –   | –   | –  | –   | –  | –  | –  | –  |
| Artur Kukuła | –   | –   | –   | –   | –   | –   | –   | –   | –  | –   | –   | –   | –   | –  | –  | –  | –   | –   | –  | –   | –   | –  | –   | 39 | 30 | –  | –  |
| Krzysztof Leja | –   | –   | –   | –   | –   | –   | –   | –   | –  | –   | –   | –   | –   | –  | –  | –  | –   | –   | –  | –   | –   | –  | –   | 30 | 44 | –  | –  |
| Krzysztof Miętus | 16  | 19  | 36  | 13  | 26  | 35  | 35  | 26  | 21 | 28  | 30  | –   | –   | –  | –  | –  | –   | –   | 31 | 21  | 40  | 39 | 5   | 29 | 35 | –  | –  |
| Klemens Murańka | –   | –   | –   | –   | –   | –   | –   | –   | –  | –   | –   | –   | –   | –  | –  | –  | 11  | 15  | 4  | 43  | –   | –  | 6   | –  | –  | 10 | 17 |
| Łukasz Podżorski | –   | –   | –   | –   | –   | –   | –   | –   | –  | 36  | 37  | 39  | 41  | 41 | –  | –  | –   | –   | 43 | 11  | –   | –  | –   | –  | –  | –  | –  |
| Adam Ruda | –   | –   | –   | –   | –   | –   | –   | –   | –  | –   | –   | 46  | 37  | 36 | –  | –  | –   | –   | 56 | 33  | –   | –  | 48  | 50 | 52 | –  | –  |
| Andrzej Stękała | 1   | dsq | 2   | –   | –   | 8   | 3   | –   | –  | –   | –   | –   | –   | –  | –  | –  | –   | –   | –  | –   | –   | –  | –   | –  | –  | –  | –  |
| Jakub Wolny | 14  | 44  | 28  | 29  | 11  | 30  | 16  | –   | –  | –   | –   | –   | –   | –  | 27 | 16 | 23  | 8   | 16 | 4   | –   | –  | –   | –  | –  | 19 | 27 |
| Andrzej Zapotoczny | –   | –   | –   | 31  | 46  | –   | –   | –   | –  | –   | –   | –   | –   | –  | –  | –  | –   | –   | 47 | 40  | –   | –  | –   | 52 | 57 | –  | –  |
| Jan Ziobro | –   | –   | –   | –   | –   | –   | –   | –   | –  | 19  | 8   | –   | –   | –  | 33 | 23 | 22  | 31  | 11 | 3   | 15  | 33 | –   | –  | –  | 21 | 19 |
| Aleksander Zniszczoł | 17  | 34  | 33  | 28  | 28  | –   | –   | 60  | 50 | 30  | 24  | 20  | 45  | 17 | –  | –  | –   | –   | 51 | 57  | 27  | 30 | 17  | –  | –  | 37 | 31 |
| Piotr Żyła | –   | –   | –   | –   | –   | –   | –   | –   | –  | –   | –   | –   | –   | –  | 29 | 3  | 4   | 4   | –  | –   | –   | –  | –   | –  | –  | –  | –  |
| Rosja |     |     |     |     |     |     |     |     |    |     |     |     |     |    |    |    |     |     |    |     |     |    |     |    |    |    |    |
| Aleksandr Bażenow | –   | –   | –   | –   | –   | –   | dsq | 42  | 42 | 45  | 42  | 50  | 48  | –  | –  | –  | –   | –   | –  | –   | –   | –  | –   | 49 | 37 | 22 | 36 |
| Władisław Bojarincew | –   | –   | –   | –   | –   | –   | –   | –   | –  | –   | –   | –   | –   | –  | –  | –  | –   | –   | –  | –   | –   | –  | –   | –  | –  | 29 | 33 |
| Ilmir Chazietdinow | –   | –   | –   | –   | –   | –   | –   | –   | –  | –   | –   | –   | –   | –  | –  | –  | –   | –   | –  | –   | –   | –  | –   | –  | –  | 9  | 35 |
| Anton Kaliniczenko | –   | –   | –   | –   | –   | –   | –   | –   | –  | –   | –   | –   | –   | 42 | –  | –  | 47  | 51  | 45 | 59  | –   | –  | –   | –  | –  | –  | –  |
| Jewgienij Klimow | –   | –   | –   | –   | –   | –   | –   | –   | –  | –   | –   | –   | –   | –  | –  | –  | –   | –   | –  | –   | –   | –  | –   | –  | –  | 15 | 26 |
| Dienis Korniłow | –   | –   | –   | –   | –   | –   | –   | –   | –  | –   | –   | –   | –   | –  | –  | –  | –   | –   | –  | –   | –   | –  | –   | –  | –  | 27 | 12 |
| Iwan Łanin | 53  | 36  | 54  | 44  | 45  | –   | –   | –   | –  | –   | –   | –   | –   | –  | –  | –  | –   | –   | –  | –   | –   | –  | –   | –  | –  | –  | –  |
| Michaił Maksimoczkin | –   | –   | –   | –   | –   | 23  | 30  | 35  | 31 | –   | –   | 42  | 35  | 25 | –  | –  | 56  | 50  | 38 | 27  | –   | –  | –   | 43 | 42 | 35 | 20 |
| Aleksiej Romaszow | –   | –   | –   | –   | –   | dsq | –   | –   | –  | 34  | 33  | –   | –   | –  | 35 | 47 | –   | –   | –  | –   | –   | –  | –   | –  | –  | –  | –  |
| Aleksandr Sardyko | 29  | 46  | 39  | –   | –   | –   | –   | –   | –  | –   | –   | –   | –   | –  | –  | –  | –   | –   | –  | –   | –   | –  | –   | –  | –  | –  | –  |
| Wadim Szyszkin | –   | –   | –   | –   | –   | –   | –   | –   | –  | –   | –   | –   | –   | –  | –  | –  | –   | –   | –  | –   | –   | –  | –   | –  | –  | –  | 22 |
| Roman Trofimow | 50  | 40  | 22  | –   | –   | 25  | 47  | 32  | 32 | 41  | 35  | 20  | 39  | 35 | –  | –  | 45  | 23  | 42 | 26  | –   | –  | –   | 26 | 31 | 20 | 15 |
| Jegor Usaczow | –   | –   | –   | 43  | 33  | –   | –   | –   | –  | –   | –   | –   | –   | –  | 37 | 41 | –   | –   | –  | –   | –   | –  | –   | –  | –  | 36 | –  |
| Dmitrij Wasiljew | –   | –   | –   | –   | –   | –   | –   | –   | –  | –   | –   | –   | –   | –  | –  | –  | –   | –   | –  | –   | –   | –  | –   | –  | –  | 31 | 13 |
| Rumunia |     |     |     |     |     |     |     |     |    |     |     |     |     |    |    |    |     |     |    |     |     |    |     |    |    |    |    |
| Sorin Mitrofan | dns | dns | dns | –   | –   | –   | –   | –   | –  | –   | –   | –   | –   | –  | –  | –  | –   | –   | –  | –   | –   | –  | –   | –  | –  | –  | –  |
| Iulian Pîtea | 60  | 59  | 43  | –   | –   | –   | –   | 36  | 33 | –   | –   | –   | –   | –  | –  | –  | 53  | 44  | 37 | 22  | –   | –  | –   | –  | –  | –  | –  |
| Eduard Torok | 25  | 25  | 48  | –   | –   | –   | –   | 51  | 51 | –   | –   | –   | –   | –  | –  | –  | 40  | 42  | 40 | 28  | –   | –  | –   | –  | –  | –  | –  |
| Słowenia |     |     |     |     |     |     |     |     |    |     |     |     |     |    |    |    |     |     |    |     |     |    |     |    |    |    |    |
| Tilen Bartol | 3   | 1   | 1   | 10  | 3   | –   | –   | –   | –  | 22  | 32  | 45  | 38  | 29 | –  | –  | 6   | 13  | 8  | 38  | –   | –  | –   | 18 | 29 | 24 | 39 |
| Jernej Damjan | –   | –   | –   | –   | –   | –   | –   | –   | –  | 21  | 49  | 16  | 29  | 31 | –  | –  | –   | –   | –  | –   | –   | –  | –   | –  | –  | –  | –  |
| Jaka Hvala | 21  | 35  | 21  | 27  | 29  | –   | –   | –   | –  | 5   | 5   | 3   | 2   | 1  | –  | –  | –   | –   | –  | –   | –   | –  | –   | –  | –  | –  | –  |
| Žiga Jelar | dsq | 48  | 45  | –   | –   | –   | –   | –   | –  | 26  | 14  | –   | –   | –  | 17 | 8  | 32  | 35  | 33 | 32  | –   | –  | 30  | –  | –  | –  | –  |
| Rok Justin | 49  | 33  | 52  | 7   | 9   | 22  | 18  | 29  | 28 | –   | –   | –   | –   | –  | 42 | 46 | 38  | 26  | 9  | 16  | 19  | 18 | 26  | 1  | 13 | 30 | 18 |
| Matic Kramaršič | –   | –   | –   | –   | –   | –   | –   | –   | –  | –   | –   | –   | –   | –  | –  | –  | 48  | 37  | –  | –   | –   | –  | –   | –  | –  | –  | –  |
| Jan Kus | –   | –   | –   | –   | –   | –   | –   | –   | –  | –   | –   | –   | –   | –  | –  | –  | 40  | dsq | –  | –   | 24  | 19 | 25  | –  | –  | –  | –  |
| Mitja Mežnar | –   | –   | –   | –   | –   | –   | –   | –   | –  | –   | –   | –   | –   | –  | –  | –  | –   | –   | –  | –   | –   | –  | 41  | –  | –  | –  | –  |
| Andraž Modic | –   | –   | –   | –   | –   | –   | –   | –   | –  | –   | –   | –   | –   | –  | –  | –  | 30  | 38  | 55 | 47  | 16  | 25 | 29  | –  | –  | –  | –  |
| Tomaž Naglič | 28  | 15  | 8   | 38  | 18  | 21  | 11  | 6   | 6  | 4   | 17  | 41  | 24  | 15 | 10 | 43 | 3   | 6   | –  | –   | –   | –  | –   | –  | –  | –  | –  |
| Bor Pavlovčič | –   | –   | –   | –   | –   | 10  | 19  | 4   | 12 | 11  | 18  | dsq | 18  | 3  | –  | –  | 15  | 5   | –  | –   | –   | –  | –   | 10 | 16 | –  | –  |
| Andraž Pograjc | 6   | 16  | 7   | 20  | 14  | 39  | 5   | –   | –  | –   | –   | –   | –   | –  | 9  | 12 | –   | –   | –  | –   | –   | –  | –   | 24 | 23 | 18 | 23 |
| Cene Prevc | –   | –   | –   | –   | –   | 5   | 8   | 28  | 23 | –   | –   | –   | –   | –  | –  | –  | –   | –   | –  | –   | –   | –  | –   | –  | –  | 3  | 5  |
| Ernest Prišlič | –   | –   | –   | –   | –   | –   | –   | –   | –  | –   | –   | –   | –   | –  | –  | –  | 28  | 22  | 14 | 42  | 3   | 36 | 18  | 28 | 15 | 8  | 9  |
| Matjaž Pungertar | –   | –   | –   | –   | –   | –   | –   | 52  | 52 | –   | –   | –   | –   | –  | –  | –  | 20  | 38  | 17 | 25  | 31  | 28 | 20  | –  | –  | –  | –  |
| Anže Semenič | –   | –   | –   | –   | –   | –   | –   | –   | –  | –   | –   | 44  | 20  | 34 | 32 | 34 | 2   | 10  | 7  | 18  | dsq | 11 | –   | 35 | 22 | 5  | 14 |
| Jure Šinkovec | 30  | 27  | 39  | 23  | 16  | 15  | dsq | 21  | 48 | –   | –   | –   | –   | –  | –  | –  | –   | –   | –  | –   | –   | –  | –   | –  | –  | –  | –  |
| Timi Zajc | –   | –   | –   | –   | –   | –   | –   | –   | –  | –   | –   | –   | –   | –  | –  | –  | 44  | 56  | –  | –   | –   | –  | –   | –  | –  | –  | –  |
| Miran Zupančič | –   | –   | –   | 5   | 17  | 44  | 33  | 57  | 18 | –   | –   | –   | –   | –  | 43 | 45 | 51  | 46  | –  | –   | 7   | 27 | –   | –  | –  | –  | –  |
| Stany Zjednoczone |     |     |     |     |     |     |     |     |    |     |     |     |     |    |    |    |     |     |    |     |     |    |     |    |    |    |    |
| Nicholas Alexander | 39  | 37  | 22  | –   | –   | –   | –   | 30  | 8  | dns | dns | –   | –   | –  | 4  | 32 | –   | –   | –  | –   | –   | –  | –   | –  | –  | –  | –  |
| Kevin Bickner | 43  | 48  | –   | –   | –   | 37  | 47  | –   | –  | –   | –   | 17  | 19  | 28 | –  | –  | –   | –   | –  | –   | –   | –  | –   | –  | –  | –  | –  |
| AJ Brown | –   | –   | –   | –   | –   | –   | –   | –   | –  | –   | –   | –   | –   | –  | –  | –  | –   | –   | –  | –   | 34  | 35 | –   | –  | –  | –  | –  |
| Trevor Edlund | –   | –   | –   | –   | –   | –   | –   | –   | –  | –   | –   | –   | –   | –  | –  | –  | –   | –   | –  | –   | 33  | 37 | –   | –  | –  | –  | –  |
| Christian Friberg | –   | –   | 64  | –   | –   | –   | –   | 72  | 72 | –   | –   | –   | –   | –  | 55 | 57 | 60  | 59  | –  | –   | 26  | 29 | 36  | 51 | 49 | –  | –  |
| Michael Glasder | 33  | 38  | 32  | –   | –   | –   | –   | –   | –  | –   | –   | –   | –   | –  | 34 | 11 | 20  | 21  | 21 | 35  | 1   | 17 | –   | –  | –  | –  | –  |
| Nicholas Mattoon | –   | –   | –   | –   | –   | –   | –   | –   | –  | –   | –   | –   | –   | –  | –  | –  | –   | –   | –  | –   | 38  | 40 | –   | –  | –  | –  | –  |
| William Rhoads | 43  | 48  | –   | –   | –   | –   | –   | 63  | 60 | 35  | 39  | 52  | 28  | 32 | –  | –  | 42  | 47  | 57 | 30  | 6   | 25 | –   | –  | –  | –  | –  |
| Szwajcaria |     |     |     |     |     |     |     |     |    |     |     |     |     |    |    |    |     |     |    |     |     |    |     |    |    |    |    |
| Tobias Birchler | 47  | 45  | 30  | –   | –   | 14  | 28  | 54  | 47 | –   | –   | –   | –   | –  | 31 | 29 | –   | –   | –  | –   | –   | –  | 16  | 5  | 27 | –  | –  |
| Gregor Deschwanden | –   | –   | –   | –   | –   | –   | –   | –   | –  | –   | –   | –   | –   | –  | –  | –  | –   | –   | 19 | 29  | –   | –  | –   | –  | –  | –  | –  |
| Luca Egloff | 35  | 39  | 49  | –   | –   | 4   | 8   | –   | –  | –   | –   | –   | –   | –  | 24 | 5  | –   | –   | –  | –   | –   | –  | –   | –  | –  | –  | –  |
| Pascal Kälin | 19  | 28  | 37  | –   | –   | 41  | 40  | 53  | 56 | –   | –   | –   | –   | –  | 30 | 22 | 34  | 33  | –  | 19  | 23  | 16 | 38  | 34 | 39 | –  | –  |
| Killian Peier | –   | –   | –   | –   | –   | –   | –   | –   | –  | –   | –   | 8   | 42  | 39 | –  | –  | –   | –   | 26 | 45  | –   | –  | –   | –  | –  | –  | –  |
| Andreas Schuler | –   | –   | –   | –   | –   | 33  | 32  | 41  | 13 | 29  | 28  | 26  | 27  | 26 | –  | –  | 30  | 25  | 29 | –   | 20  | 15 | 22  | 25 | 38 | –  | –  |
| Turcja |     |     |     |     |     |     |     |     |    |     |     |     |     |    |    |    |     |     |    |     |     |    |     |    |    |    |    |
| Muhammet İrfan Çintımar | –   | –   | –   | dsq | 34  | –   | –   | 69  | 63 | –   | –   | –   | –   | –  | –  | –  | –   | –   | –  | –   | –   | –  | –   | –  | –  | –  | –  |
| Ayberk Demir | –   | –   | –   | 48  | –   | –   | –   | –   | –  | –   | –   | –   | –   | –  | –  | –  | –   | –   | –  | –   | 32  | 41 | –   | –  | –  | –  | –  |
| Fatih Arda İpcioğlu | –   | –   | –   | –   | 48  | –   | –   | 65  | 68 | –   | –   | –   | –   | –  | –  | –  | –   | –   | –  | –   | –   | –  | –   | –  | –  | –  | –  |
| Samet Karta | –   | –   | –   | 45  | 38  | –   | –   | 59  | 71 | –   | –   | 31  | 43  | 46 | –  | –  | –   | –   | –  | –   | 36  | 38 | –   | –  | –  | –  | –  |
| Ukraina |     |     |     |     |     |     |     |     |    |     |     |     |     |    |    |    |     |     |    |     |     |    |     |    |    |    |    |
| Witalij Kaliniczenko | 62  | 64  | 58  | –   | –   | –   | –   | 70  | 66 | –   | –   | –   | –   | –  | 36 | 40 | 37  | 53  | 54 | 49  | –   | –  | –   | 40 | 46 | –  | –  |
| Andrij Kłymczuk | –   | –   | –   | –   | –   | –   | –   | 61  | 62 | –   | –   | –   | –   | –  | 56 | –  | –   | –   | –  | –   | –   | –  | –   | –  | –  | –  | –  |
| Jewhen Marusiak | –   | –   | –   | –   | –   | –   | –   | –   | –  | –   | –   | –   | –   | –  | –  | 56 | –   | –   | 49 | 55  | –   | –  | –   | 53 | 55 | –  | –  |
| Stepan Pasicznyk | 69  | 65  | 60  | –   | –   | –   | –   | –   | –  | –   | –   | –   | –   | –  | 51 | 50 | –   | –   | –  | –   | –   | –  | –   | 55 | 54 | –  | –  |
| Włochy |     |     |     |     |     |     |     |     |    |     |     |     |     |    |    |    |     |     |    |     |     |    |     |    |    |    |    |
| Davide Bresadola | –   | –   | –   | –   | –   | 41  | 43  | –   | –  | 48  | 38  | 27  | 49  | 40 | –  | –  | –   | –   | –  | –   | –   | –  | –   | –  | –  | –  | –  |
| Federico Cecon | 50  | 55  | 56  | –   | –   | –   | –   | –   | –  | –   | –   | –   | –   | –  | –  | –  | –   | –   | –  | –   | –   | –  | –   | –  | –  | –  | –  |
| Sebastian Colloredo | –   | –   | –   | –   | –   | –   | –   | –   | –  | –   | –   | –   | –   | –  | –  | –  | –   | –   | 23 | 13  | –   | –  | 12  | –  | –  | –  | –  |
| Roberto Dellasega | 63  | 68  | 63  | –   | –   | 28  | 41  | 67  | –  | 47  | 43  | 43  | 51  | 38 | –  | –  | –   | –   | –  | –   | –   | –  | –   | –  | –  | –  | –  |
| Zeno Di Lenardo | –   | –   | –   | –   | –   | –   | –   | –   | 64 | –   | –   | –   | –   | –  | 53 | 54 | –   | 62  | –  | –   | –   | –  | 47  | –  | –  | –  | –  |
| Andrea Morassi | –   | –   | –   | –   | –   | –   | –   | 62  | 57 | –   | –   | –   | –   | –  | –  | –  | 57  | –   | 36 | 51  | –   | –  | –   | –  | –  | –  | –  |
| Alex Insam | 56  | 57  | 53  | –   | –   | –   | –   | –   | –  | –   | –   | –   | –   | –  | 6  | 2  | 9   | 7   | –  | –   | –   | –  | –   | –  | –  | –  | –  |
| Daniele Varesco | –   | –   | –   | –   | –   | 46  | 46  | 68  | 53 | 40  | 40  | –   | –   | –  | 49 | 48 | 55  | 54  | 41 | 39  | –   | –  | 40  | –  | –  | –  | –  |
| Legenda |     |     |     |     |     |     |     |     |    |     |     |     |     |    |    |    |     |     |    |     |     |    |     |    |    |    |    |
| 1-3 4-30 poniżej 30 dns – Zawodnik zgłoszony do konkursu nie wystartował dsq – Zawodnik zdyskwalifikowany - – Zawodnik nie zgłoszony do konkursu |     |     |     |     |     |     |     |     |    |     |     |     |     |    |    |    |     |     |    |     |     |    |     |    |    |    |    |

## Klasyfikacja generalna

### Indywidualna
Stan po zakończeniu sezonu
| Miejsce | Zawodnik               | Występy | Punkty |
| ------- | ---------------------- | ------- | ------ |
| 1.      | Tom Hilde              | 15      | 818    |
| 2.      | Clemens Aigner         | 25      | 805    |
| 3.      | Karl Geiger            | 14      | 754    |
| 4.      | Markus Eisenbichler    | 18      | 597    |
| 5.      | David Siegel           | 11      | 559    |
| 6.      | Thomas Hofer           | 10      | 550    |
| 7.      | Tomáš Vančura          | 16      | 548    |
| 8.      | Halvor Egner Granerud  | 14      | 538    |
| 9.      | Elias Tollinger        | 25      | 529    |
| 10.     | Florian Altenburger    | 21      | 528    |
| 11.     | Bartłomiej Kłusek      | 16      | 518    |
| 12.     | Markus Schiffner       | 16      | 484    |
| 13.     | Tilen Bartol           | 18      | 471    |
| 14.     | Pius Paschke           | 23      | 459    |
| 15.     | Tomaž Naglič           | 18      | 391    |
| 15.     | Espen Røe              | 21      | 391    |
| 17.     | Philipp Aschenwald     | 11      | 376    |
| 18.     | Fredrik Bjerkeengen    | 16      | 368    |
| 19.     | Jaka Hvala             | 10      | 356    |
| 20.     | Martin Hamann          | 17      | 347    |
| 21.     | Ulrich Wohlgenannt     | 9       | 334    |
| 22.     | Bor Pavlovčič          | 13      | 322    |
| 23.     | Rok Justin             | 22      | 305    |
| 24.     | Joacim Ødegård Bjøreng | 14      | 297    |
| 25.     | Andrzej Stękała        | 5       | 272    |
| 26.     | Anže Semenič           | 15      | 262    |
| 27.     | Dawid Kubacki          | 4       | 255    |
| 28.     | Andraž Pograjc         | 13      | 252    |
| 29.     | Čestmír Kožíšek        | 16      | 249    |
| 30.     | Michael Neumayer       | 13      | 247    |
| ...     |                        |         |        |